# Ошурково (Варгашинський район)
Ошу́рково (рос. Ошурково) — село у складі Варгашинського району Курганської області, Росія. Входить до складу Верхньосуєрської сільської ради.
Населення — 307 осіб (2010, 344 у 2002).